# Volksdeutsche

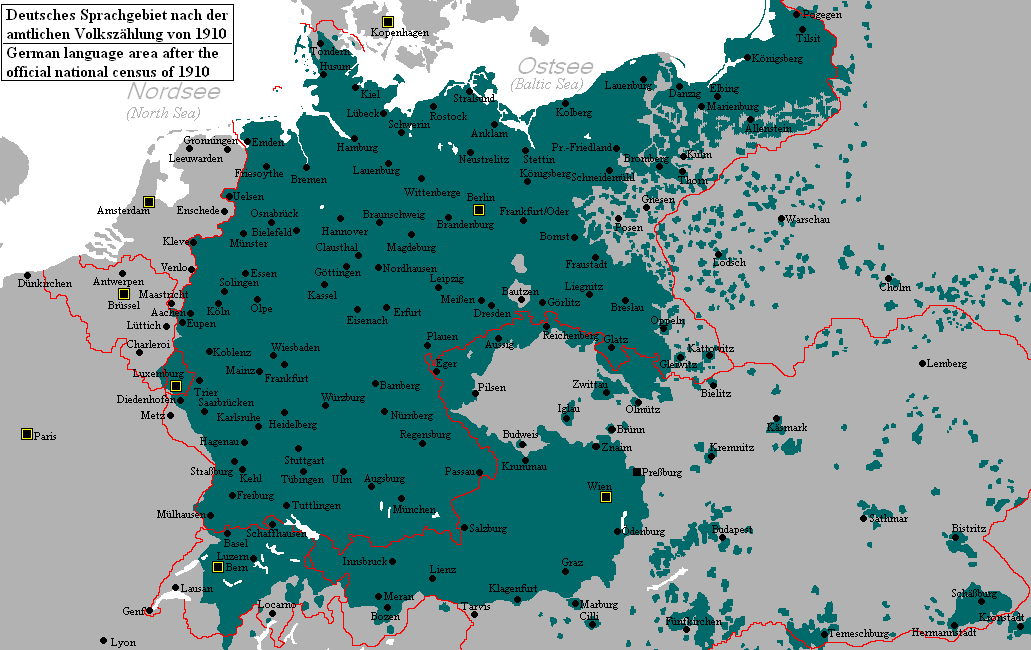
Německé osídlení v roce 1910

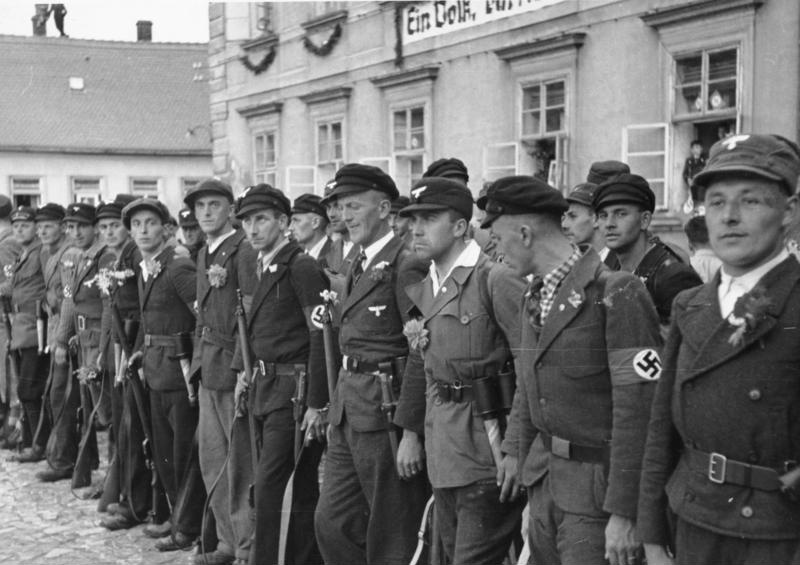
Volksdeutschi ze Sudetoněmeckého sboru dobrovolníků v Mimoni v Československu, 1938.

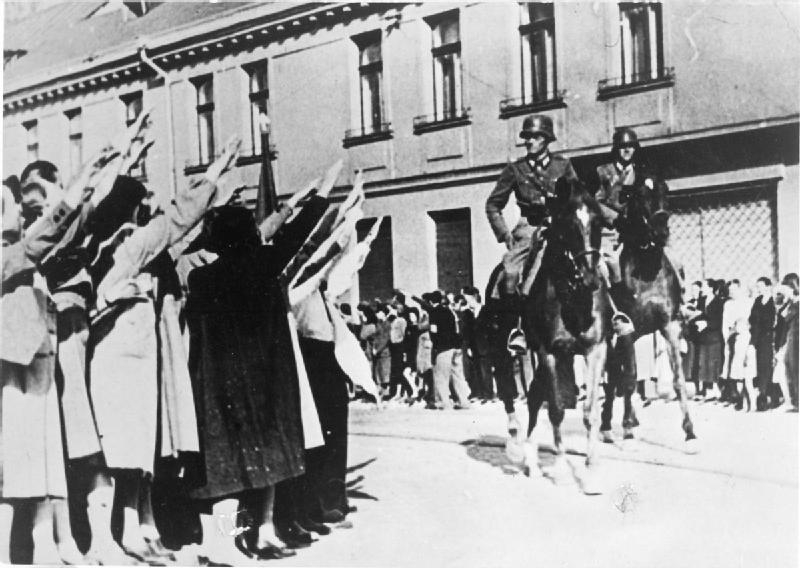
Volksdeutschi v Lodži zdraví německou armádu, 1939

Volksdeutsche (Němci podle národnosti) je někdejší označení především pro osoby, jejichž mateřským jazykem byla němčina, a kteří žili v Evropě mimo státy s německou majoritou (srov. Říšští Němci). Často měli státní příslušnost neněmeckého státu, jako např. Alsasové a Němečtí Lotrinkové ve Francii (bývalé Alsasko-Lotrinsko), německé menšiny v provincii Lutych (převážně města Eupen a Malmédy) v Belgii, němečtí Poznaňci, Západní a Východní Prusové, nebo třeba Hornoslezští Němci v Polsku a Československu.

## Charakteristika
Jako „Volksdeutsche“ byly označovány také germanofonní menšiny v rakouském císařství a pozdějším Rakousku-Uhersku a nástupnických státech mimo Rakouska – v Jugoslávii, Maďarsku, Rumunsku, Československu (tzv. sudetští a karpatští Němci), v Itálii (Jižní Tyroly). V širším smyslu byli mezi ně zřídka zahrnováni také Rakušané, Lucemburčané, Němečtí Švýcaři a Lichtenštejnci.

## Historie
Před rokem 1939 žilo asi 8,6 miliónů Němců za východními hranicemi říše: v Československu (3,48 milionu), v Polsku (1,15 milionu), Rumunsku (0,75 milionu), v Maďarsku (0,6 milionu), Jugoslávii (0,55 milionu) v SSSR (1,15 milionu) a dalších 0,6 milionu v Estonsku, Lotyšsku, Litvě (především v Memelu) a ve Svobodném městě Gdaňsku. Po skončení útěků a odsunů v letech 1945–1948 zůstalo jen asi 4 miliony na východě Evropy.

## Vysidlování Němců
Jejich někdejší domov je dnes z větší části již minulostí, neboť v důsledku druhé světové války byli většinou vysídleni a většina z nich se nově usadila na území dnešního německojazyčného prostoru (Německo, Rakousko). Jako následek druhé světové války se území s německým obyvatelstvem v Evropě zmenšilo o třetinu a německá kultura citelně ztratila na významu.